# Sở Hùng Cuồng
Sở Hùng Cuồng (chữ Hán: 楚熊狂, ?-?), được xem là vị vua thứ ba của nước Sở - chư hầu nhà Chu trong lịch sử Trung Quốc.
Ông là con của Sở Hùng Lệ, người được xem là vị vua thứ hai của nước Sở, không rõ mẹ là ai. Ông nội ông là Dục Hùng có công phò giúp nhà Chu nên được phong làm quan khanh, truyền đến cha ông là Hùng Lệ. Sau khi Hùng Lệ mất, Hùng Cuồng thế tập.
Sử ký không ghi rõ những hành trạng của ông trong thời gian làm quan khanh nhà Chu. Cũng không rõ ông mất năm nào. Sau khi ông mất, con ông là Hùng Dịch thế tập.